# پریه‌ویدزا
پریه‌ویدزا (به مجاری: Privigye) یک شهر در اسلواکی با جمعیت ۴۹٬۳۸۷ نفر است که در Prievidza District واقع شده‌است.